# Paul Kariya

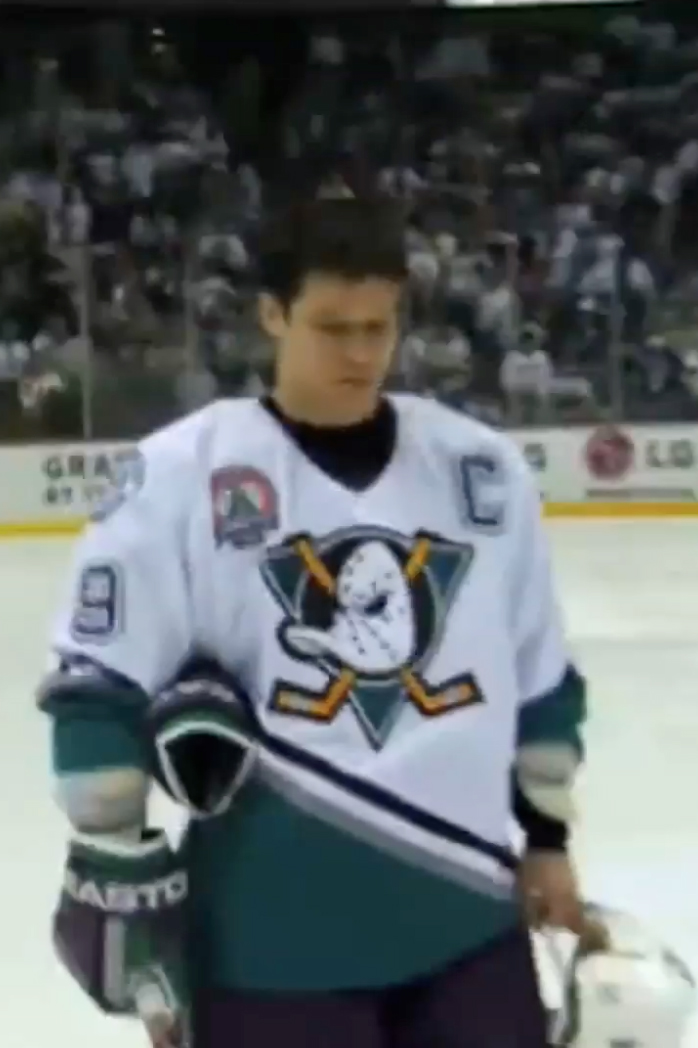
Kariya v dresu Mighty Ducks of Anaheim – k roku 2020 byl čtvrtý nejproduktivnějším hráčem jejich historie

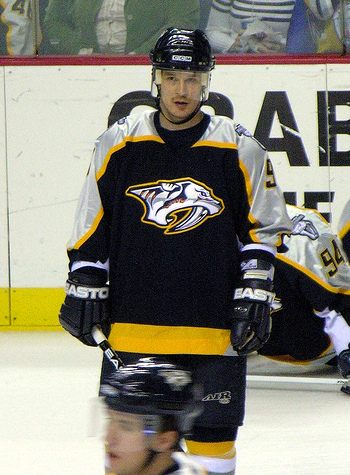
V dresu Nashville Predators, kde působil dvě sezony

Paul Tetsuhiko Kariya (* 16. října 1974 ve Vancouveru, Britská Kolumbie, Kanada) je bývalý kanadský profesionální hokejista, který nastupoval v NHL, kde oblékal dresy celků Mighty Ducks of Anaheim, Colorado Avalanche, Nashville Predators a St. Louis Blues. Hokejisty jsou i jeho bratři Steve (který nastoupil v NHL) a Martin.
V roce 2017 byl přijat do Síně slávy NHL.

## Sourozenci
- O tři roky mladší bratr Steve Kariya hrával stejně jako bratr za univerzitu v Maine. V letech 1999–2002 sehrál 65 utkání v NHL v dresu celku Vancouver Canucks. Mimo to působil v několika klubech AHL, švédské a finské ligy, svojí poslední sezonu 2009/10 hrál za JYP Jyväskylä. Stejně jako Paul byl levé křídlo.
- O sedm let mladší bratr Martin Kariya rovněž hrál za celek univerzity z Maine. V NHL nikdy nenastoupil a ani nebyl draftován. Ovšem hrál v jiných profesionálních soutěžích – AHL, KHL, Asijské hokejové lize a také v norské, finské a švýcarské nejvyšší soutěži. Hrál na pozici pravého křídla. V roce 2012 ukončil kariéru.
- O pět let mladší sestra Noriko Kariyová je profesionální boxerkou. Rovněž studovala univerzitu v Maine.

## Mighty Ducks of Anaheim
Mighty Ducks of Anaheim si vybral Kariyu jako svojí historicky první volbu v draftu v roce 1993. Následující sezonu ještě Kariya nastupoval v univerzitní soutěži za Maine a také hrál a za kanadskou reprezentaci. V NHL si odbyl premiéru ve zkrácené sezoně 1994/95. V průběhu sezony 1995/96 přišel do mužstva Fin Teemu Selänne, se kterým vytvořil Kariya jednu z nejnebezpečnějších dvojic v celé lize. Kariya hrál kromě úvodu ročníku 1997/98, kdy se nedohodl na podmínkách smlouvy, za Mocné Kačery až do sezony 2002/03. Tehdy se Anaheim již bez Selänneho dostal poprvé do finále Stanley Cupu, kde podlehl New Jersey Devils v těsném poměru 4:3 na zápasy. Po tomto zklamání Kariya klub opustil. Dodnes patří Kariya a Selänne mezi nejproduktivnější hráče v historii Kačerů.

## Colorado Avalanche, Nashville Predators a St. Louis Blues
Před sezonou 2003/04 zamířil Kariya za Selännem do Colorado Avalanche. Nepříliš vydařené angažmá trvalo ale jen jednu sezonu, protože po výluce NHL nastupoval Kariya v letech 2005–2007 za Nashville Predators. Poslední tři roky odehrál v St. Louis Blues. Za svůj poslední klub nenastoupil v play off, v letech 2008 a 2010 se do něj Blues nekvalifikovali a v sezoně 2008/09 jej vyřadilo zranění. V létě 2010 ohlásil roční přestávku kvůli následkům otřesu mozku, ovšem o rok později místo návratu oznámil definitivní konec kariéry.

## Reprezentace
Kariya nastoupil za Kanadu na juniorském mistrovství světa v letech 1992 v Německu a 1993 ve Švédsku, kde mužstvo Kanady vyhrálo.
Na turnaji v mužské kategorii se poprvé představil při mistrovství světa 1993 v Německu, kde na Kanadu zbylo čtvrté místo. Významný pro něj byl rok 1994. V únoru se zúčastnil Olympijských her v Lillehammeru, odkud si Kanaďané po finálové porážce na nájezdy od Švédska odvezli stříbrné medaile. Sám Kariya se do historie finále zapsal jako hráč, kterému brankář Tommy Salo zlikvidoval rozhodujícím zákrokem poslední nájezdový pokus. Na jaře se pak stal mistrem světa, když reprezentoval na mistrovství světa v Itálii. Na mistrovství světa se vydal ještě jednou – v roce 1996 se zúčastnil šampionátu v Rakousku, kde Kanada podlehla ve finále České republice. O start na olympijských hrách v Naganu přišel kvůli zranění. Naposledy se objevil v kanadské reprezentaci v roce 2002, kdy se svými spoluhráči slavil zlato na olympijských hrách v Salt Lake City.

## Individuální trofeje a úspěchy

### Univerzitní
- Hobey Baker Memorial Award – 1993
- První All Star tým šampionátu NCAA – 1993

### NHL
- Lady Byng Memorial Trophy – 1996, 1997
- První All-Star Team – 1996, 1997, 1999
- Druhý All-Star Team – 2000, 2003
- All-Rookie tým – 1995
- Účastník Utkání hvězd NHL – 1996, 1997, 1999, 2000, 2001, 2002 a 2003

### Mezinárodní
- All-Star tým MS 20 – 1993
- All-Star tým MS – 1994, 1996

## Prvenství
- Debut v NHL – 20. ledna 1995 (Edmonton Oilers proti Mighty Ducks of Anaheim)
- První gól v NHL – 21. ledna 1995 (Winnipeg Jets proti Mighty Ducks of Anaheim, kanadskému brankáři Tim Cheveldae)
- První asistence v NHL – 23. ledna 1995 (Mighty Ducks of Anaheim proti Edmonton Oilers)
- První hattrick v NHL – 10. ledna 1997 (Mighty Ducks of Anaheim proti Buffalo Sabres)

## Klubové statistiky
| Sezóna  | Klub                    | Soutěž |     | Základní část | Základní část | Základní část | Základní část | Základní část |    | Play off | Play off | Play off | Play off | Play off |
| Sezóna  | Klub                    | Soutěž | Z   | G             | A             | B             | TM            | Z             | G  | A        | B        | TM       |          |          |
| 1990/91 | Penticton Panthers      | BCHL   | 54  | 46            | 66            | 112           | 8             | —             | —  | —        | —        | —        |          |          |
| 1991/92 | Penticton Panthers      | BCHL   | 41  | 45            | 87            | 132           | 16            | —             | —  | —        | —        | —        |          |          |
| 1992/93 | Maine Black Bears       | HE     | 39  | 25            | 75            | 100           | 12            | —             | —  | —        | —        | —        |          |          |
| 1993/94 | Maine Black Bears       | HE     | 12  | 8             | 16            | 24            | 4             | —             | —  | —        | —        | —        |          |          |
| 1994/95 | Mighty Ducks of Anaheim | NHL    | 47  | 18            | 21            | 39            | 4             | —             | —  | —        | —        | —        |          |          |
| 1995/96 | Mighty Ducks of Anaheim | NHL    | 82  | 50            | 58            | 108           | 20            | —             | —  | —        | —        | —        |          |          |
| 1996/97 | Mighty Ducks of Anaheim | NHL    | 69  | 44            | 55            | 99            | 6             | 11            | 7  | 6        | 13       | 4        |          |          |
| 1997/98 | Mighty Ducks of Anaheim | NHL    | 22  | 17            | 14            | 31            | 23            | —             | —  | —        | —        | —        |          |          |
| 1998/99 | Mighty Ducks of Anaheim | NHL    | 82  | 39            | 62            | 101           | 40            | 3             | 1  | 3        | 4        | 0        |          |          |
| 1999/00 | Mighty Ducks of Anaheim | NHL    | 74  | 42            | 44            | 86            | 24            | —             | —  | —        | —        | —        |          |          |
| 2000/01 | Mighty Ducks of Anaheim | NHL    | 66  | 33            | 34            | 67            | 20            | —             | —  | —        | —        | —        |          |          |
| 2001/02 | Mighty Ducks of Anaheim | NHL    | 82  | 32            | 25            | 57            | 28            | —             | —  | —        | —        | —        |          |          |
| 2002/03 | Mighty Ducks of Anaheim | NHL    | 82  | 25            | 56            | 81            | 48            | 21            | 6  | 6        | 12       | 6        |          |          |
| 2003/04 | Colorado Avalanche      | NHL    | 51  | 11            | 25            | 36            | 22            | 1             | 0  | 1        | 1        | 0        |          |          |
| 2005/06 | Nashville Predators     | NHL    | 82  | 31            | 54            | 85            | 40            | 5             | 2  | 5        | 7        | 0        |          |          |
| 2006/07 | Nashville Predators     | NHL    | 82  | 24            | 52            | 76            | 36            | 5             | 0  | 2        | 2        | 2        |          |          |
| 2007/08 | St. Louis Blues         | NHL    | 82  | 16            | 49            | 65            | 50            | —             | —  | —        | —        | —        |          |          |
| 2008/09 | St. Louis Blues         | NHL    | 11  | 2             | 13            | 15            | 2             | —             | —  | —        | —        | —        |          |          |
| 2009/10 | St. Louis Blues         | NHL    | 75  | 18            | 25            | 43            | 36            | —             | —  | —        | —        | —        |          |          |
| Celkem  | Celkem                  | Celkem | 989 | 402           | 587           | 989           | 399           | 46            | 16 | 23       | 39       | 12       |          |          |

## Reprezentace
| Rok                       | Tým                       | Soutěž                    | Z  | G  | A  | B  | TM |
| ------------------------- | ------------------------- | ------------------------- | -- | -- | -- | -- | -- |
| 1992                      | Kanada 20                 | MSJ                       | 6  | 1  | 1  | 2  | 2  |
| 1993                      | Kanada 20                 | MSJ                       | 7  | 2  | 6  | 8  | 2  |
| 1993                      | Kanada                    | MS                        | 8  | 2  | 7  | 9  | 0  |
| 1994                      | Kanada                    | OH                        | 8  | 3  | 4  | 7  | 2  |
| 1994                      | Kanada                    | MS                        | 8  | 5  | 7  | 12 | 2  |
| 1996                      | Kanada                    | MS                        | 8  | 4  | 3  | 7  | 2  |
| 2002                      | Kanada                    | OH                        | 6  | 3  | 1  | 4  | 0  |
| Juniorská kariéra celkově | Juniorská kariéra celkově | Juniorská kariéra celkově | 18 | 7  | 15 | 22 | 6  |
| Seniorská kariéra celkově | Seniorská kariéra celkově | Seniorská kariéra celkově | 38 | 17 | 22 | 39 | 6  |